# Villa Abecia
Villa Abecia är en ort i Bolivia.   Den ligger i departementet Chuquisaca, i den södra delen av landet, 220 km söder om huvudstaden Sucre. Villa Abecia ligger 2 311 meter över havet och antalet invånare är 733.
Terrängen runt Villa Abecia är huvudsakligen kuperad, men österut är den bergig. Villa Abecia ligger nere i en dal. Runt Villa Abecia är det glesbefolkat, med 8 invånare per kvadratkilometer.. Det finns inga andra samhällen i närheten.
Omgivningarna runt Villa Abecia är i huvudsak ett öppet busklandskap.